# Taehŭng
Taehŭng (kor. 대흥군, Taehŭng-gun) – powiat w Korei Północnej, w północno-wschodniej części prowincji P’yŏngan Południowy. W 2008 roku liczył 32 915 mieszkańców. Graniczy z powiatami Ryongnim (prowincja Chagang) i Changjin (prowincja Hamgyŏng Południowy) od północy, Tongsin (prowincja Chagang) od północnego zachodu, Yŏnggwang i Hamju od wschodu, a także Yodŏk i Chŏngp’yŏng od południa (cztery ostatnie w prowincji Hamgyŏng Południowy).

## Historia
Przed wyzwoleniem Korei spod okupacji japońskiej tereny należące do powiatu wchodziły w skład powiatu Nyŏngwŏn (konkretnie w skład miejscowości Sobaek, Taehŭng, Sinch'ang i Kŭmsŏng). W obecnej formie powstał w wyniku gruntownej reformy podziału administracyjnego w grudniu 1952 roku. W jego skład weszły wówczas tereny należące wcześniej do miejscowości Sŏngnyong, Taehŭng, Sobaek, Sinch'ang, Onhwa (5 wsi) i Tŏkhwa (3 wsie – wszystkie miejscowości poprzednio wchodziły w skład powiatu Nyŏngwŏn). Powiat Taehŭng składał się wówczas z jednego miasteczka (Taehŭng-ŭp) i 24 wsi (kor. ri). W październiku 1954 roku powiat przeszedł w granice administracyjne sąsiedniej prowincji Hamgyŏng Południowy, by wrócić w skład prowincji P’yŏngan Południowy w listopadzie 1972 roku.

## Gospodarka
Pomimo górzystego ukształtowania terenu, lokalna gospodarka oparta jest na rolnictwie. Na terenie powiatu znajdują się głównie uprawy kukurydzy. Istotne dla gospodarki regionu jest także przemysł drzewny oraz górnictwo. Tereny powiatu kryją złoża między innymi wolframu, złota, miedzi i cynku.

## Podział administracyjny powiatu
W skład powiatu wchodzą następujące jednostki administracyjne:
| Nazwa jednostki administracyjnej | Rodzaj jednostki administracyjnej | Hangul       | Hancha       |
| -------------------------------- | --------------------------------- | ------------ | ------------ |
| Taehŭng-ŭp                       | miasteczko                        | 대흥읍       | 大興邑       |
| Kyŏngsu-rodongjagu               | dzielnica robotnicza              | 경수로동자구 | 鯨水勞動者區 |
| Rangnim-ri                       | wieś                              | 랑림리       | 狼林里       |
| P'yŏnghwa-ri                     | wieś                              | 평화리       | 平和里       |
| Sobaek-ri                        | wieś                              | 소백리       | 小白里       |
| Taedong-ri                       | wieś                              | 대동리       | 大同里       |
| Illyong-ri                       | wieś                              | 인룡리       | 仁龍里       |
| Pokhŭng-ri                       | wieś                              | 복흥리       | 福興里       |
| Hŭksu-ri                         | wieś                              | 흑수리       | 黑水里       |
| Kwangt'ong-ri                    | wieś                              | 광통리       | 廣通里       |
| Ryongp'yŏng-ri                   | wieś                              | 룡평리       | 龍坪里       |
| Unhŭng-ri                        | wieś                              | 운흥리       | 雲興里       |
| Ch'anghyŏn-ri                    | wieś                              | 창현리       | 昌峴里       |
| Tŏkhŭng-ri                       | wieś                              | 덕흥리       | 德興里       |
| Sillam-ri                        | wieś                              | 신남리       | 新南里       |
| Munsam-ri                        | wieś                              | 문삼리       | 文三里       |
| Tohŭng-ri                        | wieś                              | 도흥리       | 都興里       |
| Kŭmsŏng-ri                       | wieś                              | 금성리       | 錦城里       |